# 印度河平原

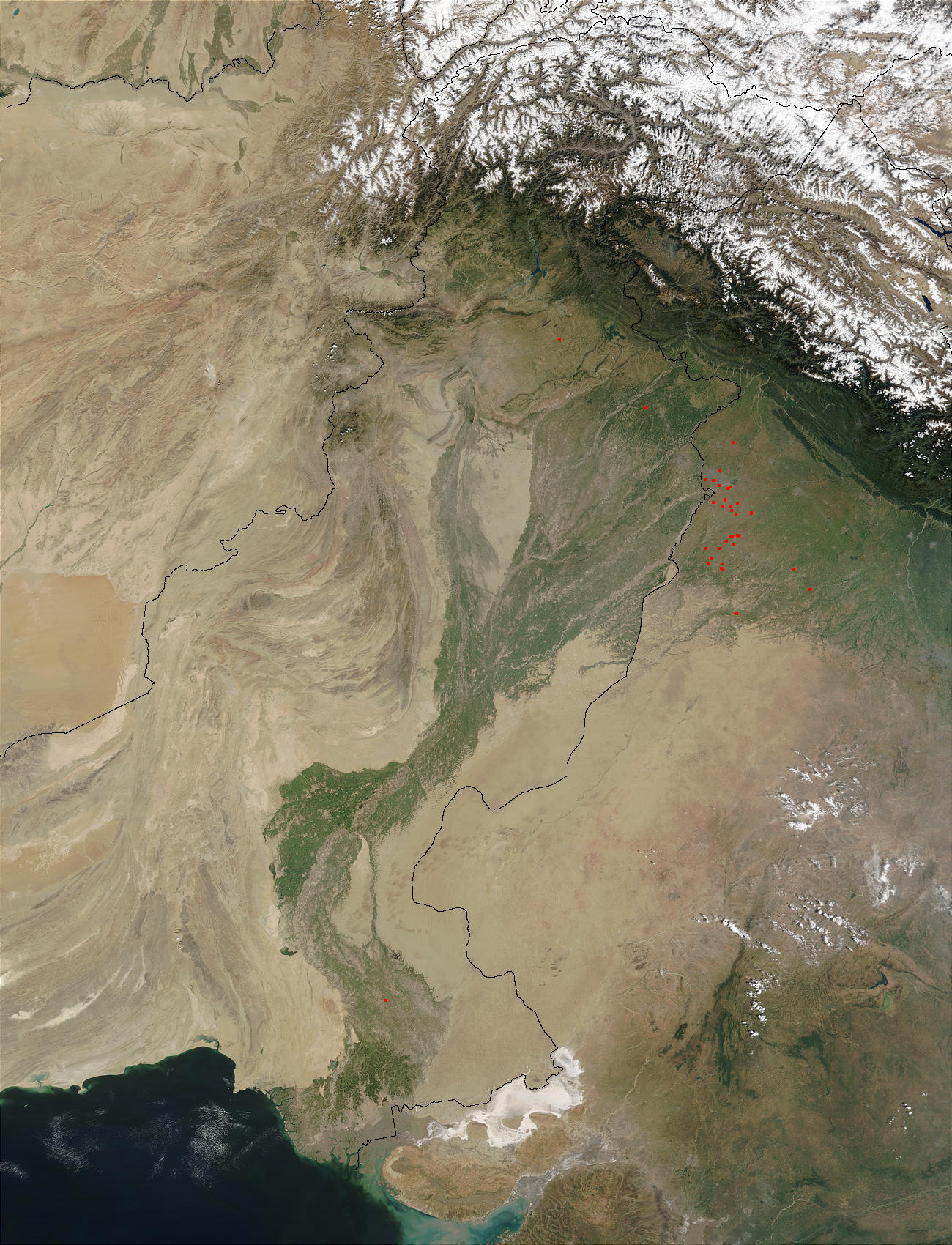
印度河平原卫星照片

印度河平原，面积26.6万平方公里。主要由印度河冲积而成，是印度文明的发源地。习惯上划分上、下印度河平原，以北纬29°线作为分界线。大部分地区现已沙化，形成了广阔的塔尔沙漠，印度河沿岸灌溉农业发达，聚集了巴基斯坦大部分的人口，也包括印度西北部（旁遮普邦），是印度旁遮普人的家园，也是锡克教的发源地。